# Hajdu István (műkritikus)
Hajdu István (Budapest, 1949. július 28. –) magyar műkritikus.

## Életpályája
1972-ben magyar–történelem szakos tanári diplomát szerzett. 1972–1973 között a Magyar Rádióban, 1973–1975 között a Képző- és Iparművészeti Lektorátuson, 1975–1993 között a Képzőművészeti Kiadóban dolgozott, itt 1990-ig felelős szerkesztő, majd főszerkesztő volt. 1993-tól a Balkon kortárs művészeti folyóirat főszerkesztője. 1974-től rendszeresen publikál képzőművészeti tárgyú cikkeket, kritikákat, tanulmányokat, interjúkat. 1986–1990 között a Magyar Nemzet, majd 1991–1995 között a Beszélő műkritikusa. Számos folyóiratban, antológiában, tanulmánykötetben és katalógusban jelentek meg írásai, s jelentős kiállítások kurátora. Az 1980-as évek közepe óta kortárs képzőművészettel foglalkozó televíziós műsorok gyakori közreműködője, utóbb, az 1990-es években műsorvezetőjeként és szerkesztőjeként ismerhette meg a közönség. Az 1993 óta évente 10-szer megjelenő Balkon
kortárs művészeti folyóirat főszerkesztője. 1997-től önálló portréfilmeket forgatott kortárs magyar képzőművészekről. 2001-től a Magyar Narancs képzőművészeti kritikusa. 2003-ban Németh Lajos-díjat kapott.

## Legfontosabb könyvei
- Csiky Tibor, Képzőművészeti Alap Kiadóvállalata, Budapest, 1979
- Piet Mondrian, Corvina Kiadó Vállalat,  Budapest, 1987
- Die Ateliers in Budapest. Viersprachig. Wasmuth, Tübingen, Ed Navarra, Párizs, 1990
- Előbb - utóbb : rongyszőnyeg az avantgarde-nak, Orpheusz Könyvkiadó, Budapest, 1999
- Bak Imre, Gondolat Könyvkiadó, Budapest, 2003
- Imre Bak, angol nyelven, Gondolat Könyvkiadó, Budapest, 2003
- The Art of Ilka Gedő (1921–1985): Oeuvre Catalogue and Documents, Budapest, Gondolat, 2003 (Társszerző: Bíró Dávid) István Hajdu - Dávid Bíró: The Art of Ilka Gedő /1921-1985/ Oeuvre Catalogue and Documents
- Gedő Ilka Művészete (1921–1985): Oeuvre katalógus és dokumentumok, Budapest, Gondolat, 2003, (Társszerző: Bíró Dávid) Hajdu István - Bíró Dávid: Gedő Ilka művészete /1921–1985/ oeuvre katalógus és dokumentumok
- Klimó Károly: 2000–2006, Enciklopédia Kiadó, Budapest, 2006
- Szemérmetlen magyarázatok:válogatás a Magyar Narancsban 2002 és 2012 között megjelent írásokból, Kijárat. Budapest, 2013